# Animal Serenade
Animal Serenade är ett dubbelt livealbum av Lou Reed. Det spelades in 24 juni 2003 på Wiltern Theatre i Los Angeles och gavs ut i mars året därpå.
På inspelningen medverkar förutom Reed också basisten och percussionisten Fernando Saunders, gitarristen Mike Rathke, cellisten Jane Scarpantoni och bakgrundssångaren Anohni, känd från Antony and the Johnsons. Hegarty sjunger även själv låtarna "Set the Twilight Reeling" och "Candy Says".

## Låtlista
Samtliga låtar skrivna av Lou Reed, om inget annat anges.
Skiva ett
1. "Advice" - 2:07
2. "Smalltown" (John Cale/Lou Reed) - 6:04
3. "Tell It to Your Heart" - 6:03
4. "Men of Good Fortune" - 4:27
5. "How Do You Think It Feels" - 8:09
6. "Vanishing Act" - 5:31
7. "Ecstasy" - 7:09
8. "The Day John Kennedy Died" - 4:04
9. "Street Hassle" - 6:59
10. "The Bed" - 5:15
11. "Revien Cherie" (Fernando Saunders) - 7:12
12. "Venus in Furs" - 10:01

Skiva två
1. "Dirty Blvd." - 6:54
2. "Sunday Morning" (John Cale/Lou Reed) - 5:04
3. "All Tomorrow's Parties" - 6:18
4. "Call on Me" - 2:45
5. "The Raven" - 9:33
6. "Set the Twilight Reeling" - 9:08
7. "Candy Says" - 6:04
8. "Heroin" - 9:10